# Wirada punctata
Wirada punctata är en spindelart som beskrevs av Eugen von Keyserling 1886. Wirada punctata ingår i släktet Wirada och familjen klotspindlar. Inga underarter finns listade i Catalogue of Life.

## Bildgalleri